# Monomada producta
Monomada producta är en insektsart som beskrevs av Young 1986. Monomada producta ingår i släktet Monomada och familjen dvärgstritar. Inga underarter finns listade i Catalogue of Life.